# Johann Landsberg
Johann Landsberg (* 4. September 1888; † 19. November 1955 in Bremen) war ein deutscher Kaufmann sowie Politiker (Bremer Demokratische Volkspartei (BDV), FDP) und er war Mitglied der Bremischen Bürgerschaft.

## Biografie
Landsberg war als Kaufmann und Teilhaber sowie Chef der Firma H. Sander (Flachglas-Großhandlung) in Bremen-Schwachhausen tätig.
Er war verheiratet.
Er war ab 1946 Mitglied der BDV und ab Januar 1951 in der FDP Bremen.
Von 1947 bis 1951 war er Mitglied der 2. Bremischen Bürgerschaft und Mitglied verschiedener Deputationen.
Weitere Mitgliedschaften
- Er war Mitglied und nach 1945 bis 1952/53 Vorsitzender der Union von 1801 als Kaufmännischer Verein
- Mitglied der Neuen Liedertafel in Bremen
- Verwaltungsratsmitglied von Radio Bremen nach 1946 und zeitweise stellv. Vorsitzender[2]